# Théâtre de la Cité (Villeurbanne)
Pour les articles homonymes, voir Théâtre de la Cité.
Le théâtre de la Cité à Villeurbanne ou théâtre de la Cité ouvrière est l'ancien théâtre municipal de Villeurbanne. C'est aussi le nom de la compagnie théâtrale qui était établie dans ce théâtre.

## Présentation
Implantée à Lyon à partir de la fin de 1952, la compagnie de Roger Planchon prend le nom de Théâtre de la Comédie.
En janvier 1957, le maire de Villeurbanne Étienne Gagnaire confie le théâtre de la Cité à Roger Planchon qui occupait auparavant le théâtre de la Comédie de Lyon. Il obtient pour ses acteurs le statut de troupe permanente en 1959 et raccourcit le nom du lieu et de sa compagnie en « théâtre de la Cité » en 1960.
En 1972, Jacques Duhamel, ministre des Affaires culturelles, décide de transférer au théâtre de la Cité (de Villeurbanne), le Théâtre national populaire qui est ensuite successivement dirigé par Patrice Chéreau, Robert Gilbert, Roger Planchon puis Christian Schiaretti.